# RJ9

diagramme du connecteur RJ9

Le connecteur RJ9  ou Registered Jack 9 est le plus petit des plugs modulaires.
Il s'agit d'un connecteur de téléphone généralement utilisé pour relier la base au combiné via un câble torsadé. Le RJ9 dispose de 4 points et 4 contacts (4P4C).